# Attacco alla costa di ferro
Attacco alla Costa di Ferro  (Attack on the Iron Coast) è un film di guerra del 1968, diretto da Paul Wendkos.

## Trama
Durante la seconda guerra mondiale il maggiore Jamie Wilson, ufficiale canadese, progetta un'ardita azione di sabotaggio ad una base di sommergibili tedeschi nella Francia occupata. Nonostante l'ostracismo di alcuni ufficiali della Royal Navy, ottiene il comando della missione che riuscirà perfettamente ma a costo della propria vita.